# 首爾牛乳

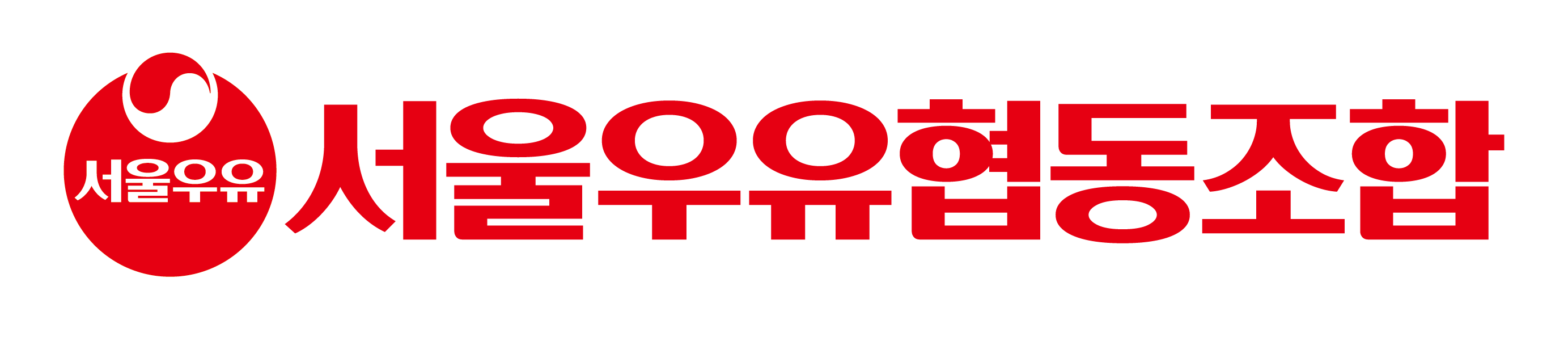

首爾牛乳合作社（韓語：서울우유협동조합）是一家食品和乳製品合作社。

## 历史
成立於1937年，總部位於韓國首爾，是韓國最早開始供應乳製品的企業之一。其產品已出口到中國大陸的許多城市，包括青島、北京、上海、大連和延吉。

## 外部連結
- 官方网站